# Тараканов (Белгородская область)
Тараканов — хутор в Алексеевском районе (городском округе, с 2018) Белгородской области, входит в состав Меняйловского сельского поселения.

## Описание
Расположен в восточной части области, в 10 км к юго-востоку от районного центра, города Алексеевки.
| 2002 | 2010 |
| ---- | ---- |
| 43   | ↘33  |

Улицы и переулки
| - ул. Сельская |

## История
Упоминается в Памятной книжке Воронежской губернии за 1887 год как "хуторъ Таракановскій (Школинъ)" Матреногезевской волости Бирюченского уезда. Число жителей обоего пола — 772, число дворов — 98.